# Earinis mimula
Earinis mimula är en skalbaggsart. Earinis mimula ingår i släktet Earinis och familjen långhorningar.

## Underarter
Arten delas in i följande underarter:
- E. m. mimula
- E. m. unifasciata